# Bundesautobahn 71
La Bundesautobahn 71, abbreviata anche in A 71, è una autostrada tedesca che collega la città di Schweinfurt (A 70) con la città di Sangerhausen e l'autostrada A 38.
La A 71 è di gran lunga l'autostrada tedesca con il maggior numero di km in galleria; infatti sui 191 km attualmente percorribili 16 sono in galleria (il solo tunnel Rennsteig è lungo 7800 m).

## Percorso
| A 71 |           |                                         |       |                |                |
| Tipo | n° uscita | Indicazione                             | km    | Corrispondenze | Strada europea |
|      | 1         | Confluenza di Südharz                   | 0,0   |                |                |
|      | 2         | Artern                                  | 9,3   |                |                |
|      | 3         | Heldrungen                              | 17,6  |                |                |
|      | 4         | Kölleda                                 | 31,6  |                |                |
|      | 5         | Sommerda Ost                            | 36,1  |                |                |
|      | 6         | Sommerda Sud                            | 42,0  |                |                |
|      | 7         | Erfurt Nord                             | 52,9  |                |                |
|      | 8         | Erfurt Stotternheim                     | 54,5  |                |                |
|      | 9         | Erfurt Mittelhausen                     | 57,5  |                |                |
|      | 10        | Erfurt Gispersleben                     | 59,6  |                |                |
|      | 11        | Erfurt Bindersleben                     | 70,2  |                |                |
|      | 12        | Incrocio di Erfurt                      | 77,8  |                |                |
|      | 13        | Arnstadt Nord                           | 84,2  |                |                |
|      | 14        | Arnstadt Sud                            | 87,2  |                |                |
|      | 15        | Ilmenau Ost                             | 100,6 |                |                |
|      | 16        | Ilmenau West                            | 105,6 |                |                |
|      | 17        | Grafenroda                              | 110,3 |                |                |
|      | 18        | Oberhof                                 | 123,3 |                |                |
|      | 19        | Suhl - Zella Mehlis                     | 125,8 |                |                |
|      | 20        | Confluenza di Suhl                      | 130,8 |                |                |
|      | 21        | Meiningen Nord                          | 144,5 |                |                |
|      | 22        | Meiningen Sud                           | 150,9 |                |                |
|      | 23        | Rentwertshausen                         | 160,5 |                |                |
|      |           | Area di servizio "Mellrichstadter Hohe" | 167,9 |                |                |
|      | 24        | Mellrichstadt                           | 169,5 |                |                |
|      | 25        | Bad Neustadt                            | 179,7 |                |                |
|      | 26        | Munnerstadt                             | 189,5 |                |                |
|      | 27        | Massbach                                | 196,3 |                |                |
|      | 28        | Bad Kissingen - Oerlenbach              | 204,2 |                |                |
|      | 29        | Poppenhausen                            | 210,2 |                |                |
|      | 30        | Schweinfurt West                        | 214,0 |                |                |
|      | 31        | Confluenza di Werntal                   | 219,7 |                |                |